# Justicia guineensis
Justicia guineensis är en akantusväxtart som först beskrevs av Hermann Heino Heine, och fick sitt nu gällande namn av W.D.Hawth.. Justicia guineensis ingår i släktet Justicia och familjen akantusväxter. Inga underarter finns listade i Catalogue of Life.